# Paroriaethus multispinis
Paroriaethus multispinis – gatunek chrząszcza z rodziny kózkowatych i podrodziny zgrzypikowych. Jedyny przedstawiciel rodzaju Paroriaethus.

## Zasięg występowania
Gatunek ten występuje w Indiach.